# Sindia
Sindia là một đô thị ở tỉnh Nuoro ở vùng Sardinia của Italia, tọa lạc cách khoảng 130 km về phía tây bắc của Cagliari và cách khoảng 60 km về tây của Nuoro. Tại thời điểm ngày 31 tháng 12 năm 2004, đô thị này có dân số 1.900 người và diện tích là 58,3 km².
Sindia giáp các đô thị: Macomer, Pozzomaggiore, Sagama, Scano di Montiferro, Semestene, Suni.